# インディペンデンス・スタジアム (ガンビア)
インディペンデンス・スタジアム（英: Independence Stadium）はガンビアのバカウにある多目的スタジアム。日本では独立競技場とも呼ばれる。サッカーガンビア代表の本拠地である。コンサートなどでも使用される。

## 7月22日クーデター10周年
1994年のクーデターから10周年となった2004年7月22日、アフリカ諸国と台湾の首相や国家元首、政府高官などがこのスタジアムで行われた大規模なパレードに参加した。このパレードにはガンビアのヤヒヤ・ジャメ大統領も出席した。